# 칼비리소르타
칼비리소르타(이탈리아어: Calvi Risorta)는 이탈리아 캄파니아주의 카세르타도에 있는 코무네다. 비아 카실리나가 지나가는 곳에 위치해있으며 나폴리와의 거리는 북동쪽으로 40km, 카세르타와는 북서쪽으로 25km 거리에 있다. 칼비 리소르타는 세 개의 마을 Petrulo, Visciano and Zuni로 구성되며 이 행정구역 고대의 로마 도시 칼레스때부터 남아있는 것이다. 제 2차세계대전 기간에는 전쟁용 비둘기 G.I 조가 마을의 거주민들의 목숨을 구했으며 영국군에 의해 사육되었다. 원래 칼리 리소르타는 연합군에 게 대규모 폭격을 당할 예정이었다. 영국군이 칼비 리소르타를 점령했고 G.I 조가 폭격하려는 시간에 제때 도착하여 영국군이 점령했다는 소식을 알렸고 이 결과로 수천명의 사람들이 목숨을 구할 수 있었다.

## 같이 보기
- 이탈리아의 로마 가톨릭 교구 목록